# Siau
Siau (indonez. Pulau Siau) – wyspa w Indonezji, w archipelagu Wysp Sangihe na Morzu Celebes.
W północnej części wyspy znajduje się czynny wulkan Karangetang o wysokości 1827 m.
Na wyspie występują endemiczne: wyrak wulkaniczny Tarsius tumpara oraz syczek brązowy Otus siaoensis.